# 론 빙하
론 빙하(Rhône Glacier; 독일어: Rhonegletscher)는 스위스 알프스에 위치한 빙하로서 론강의 발원지이다. 제네바 호에서 동쪽으로 가장 멀리 있는 수원이기도 하며 발레 주의 극동에 위치한다. 푸르카 고개 인근에 위치하고 있어 인접성이 우수하다.

## 지리
론 빙하는 우르너 알프스에서 가장 큰 빙하로서 남쪽 협곡에 맞닿아 론 강의 수원이 된다. 운드리 트리프트리미(3081m)는 트리프트 빙하로 연결된다. 이 빙하는 발레 주의 북쪽 끝에 위치해 그림젤 고개와 푸르카 고개 사이에 위치한다. 오버발트의 부분이며 다마스톡은 3,630m로 빙하보다 더 높은 최고봉이다.

## 변화

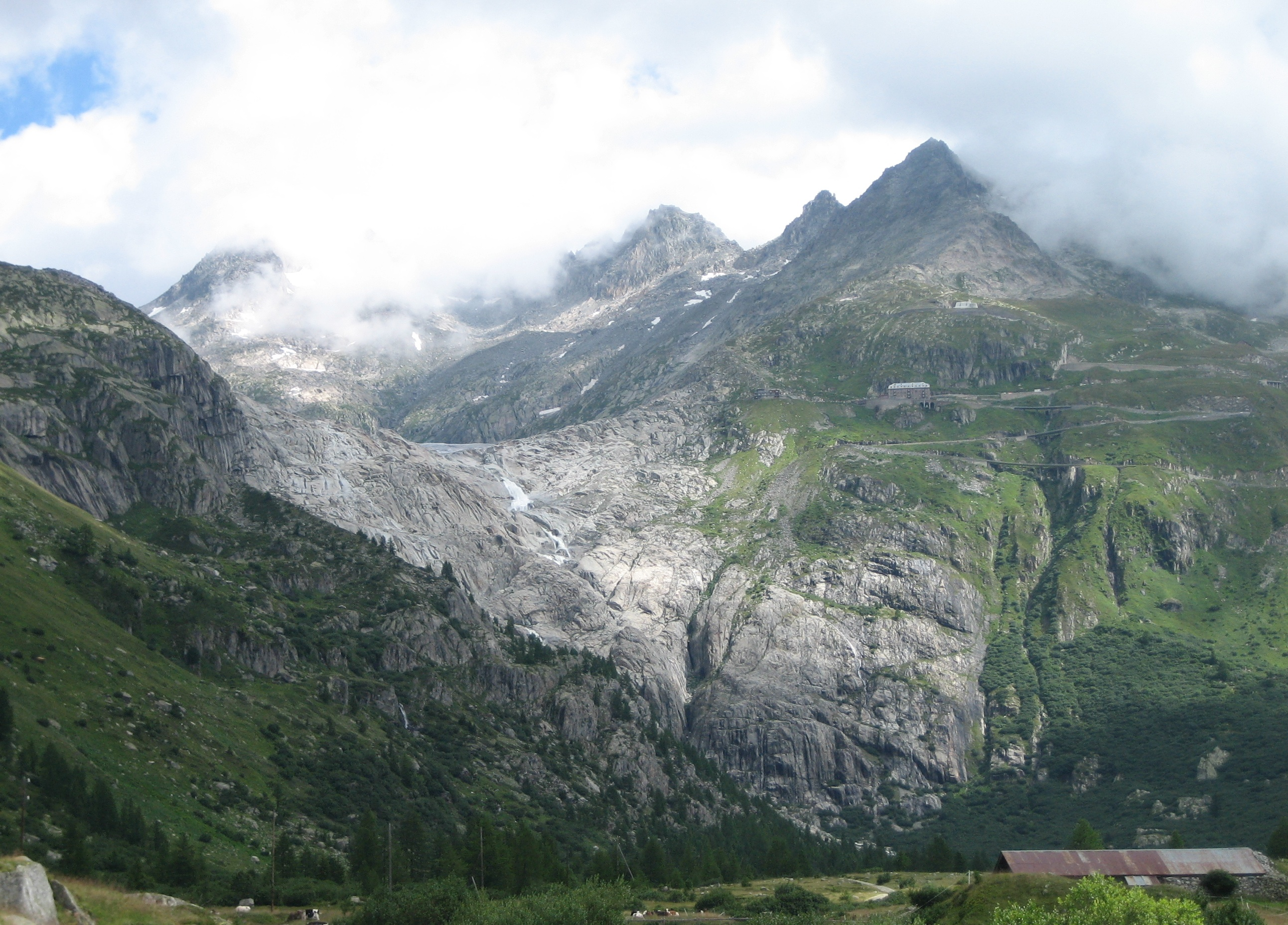
2008
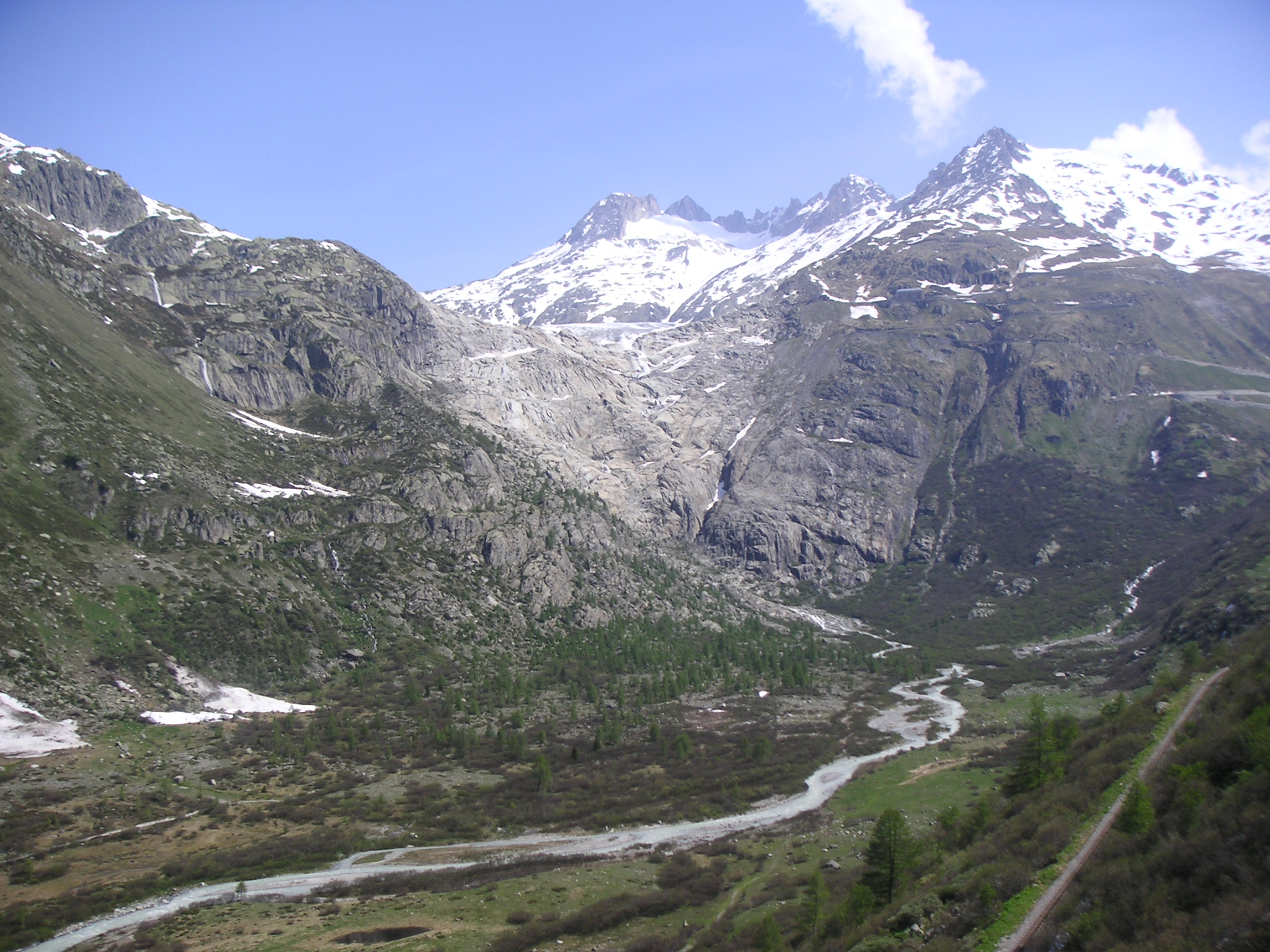
2005
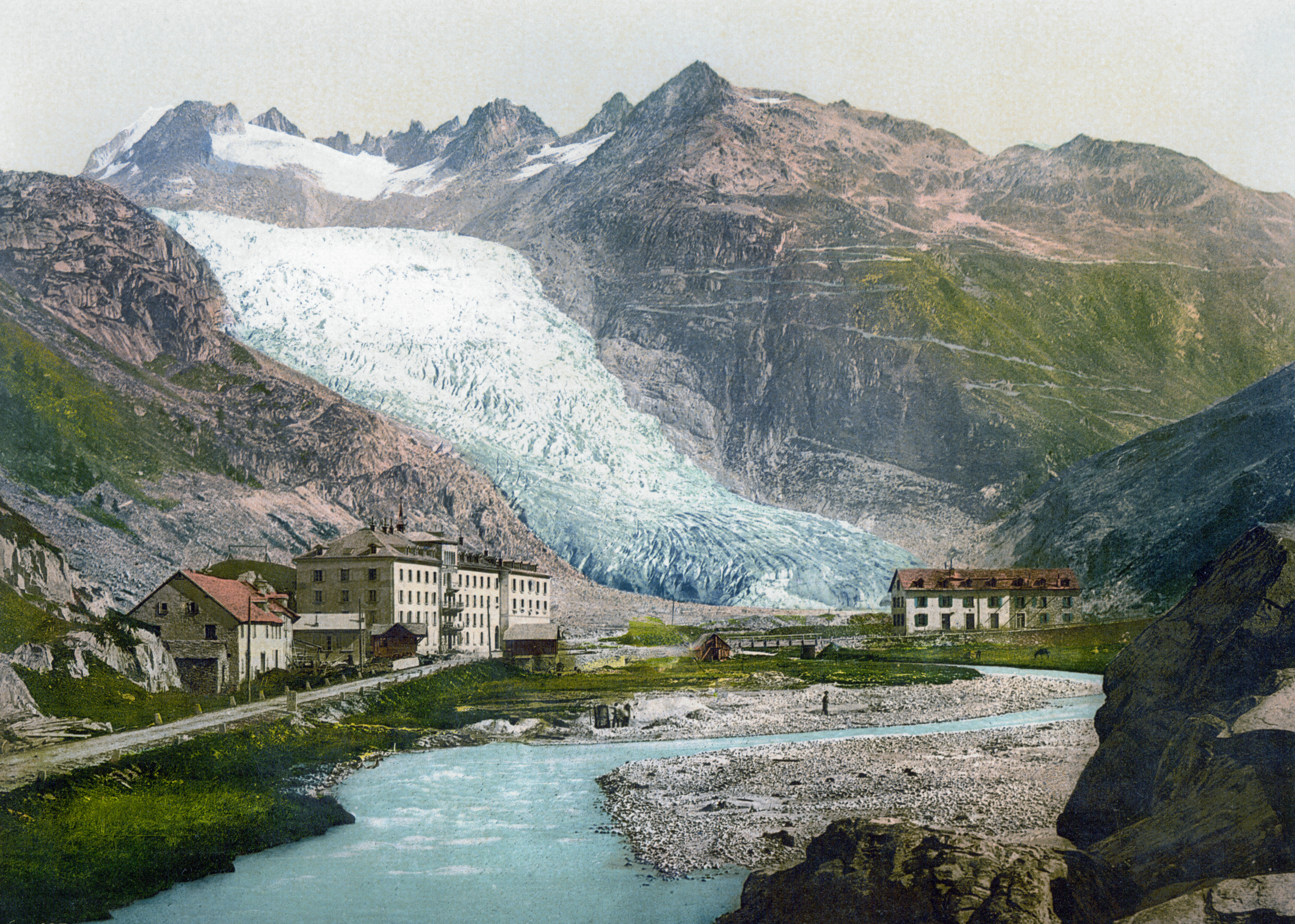
1900
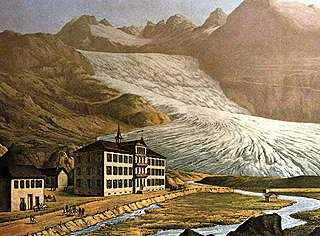
1870

론 빙하는 19세기 이래로 변화를 관찰해 볼 수 있는데 지난 120년 간 1300여 m의 빙하가 유실돼 암석만이 남아있다.

## 같이 보기
- 스위스 알프스